# Surin (Thaïlande)
Pour les articles homonymes, voir Surin.
Surin (thai: สุรินทร์, API : [sù.rīn]) est une ville de la région Nord-Est de la Thaïlande, chef-lieu de la province de Surin.
Chaque troisième week-end de novembre depuis 1960, un grand rassemblement d'éléphants se déroule à Surin.

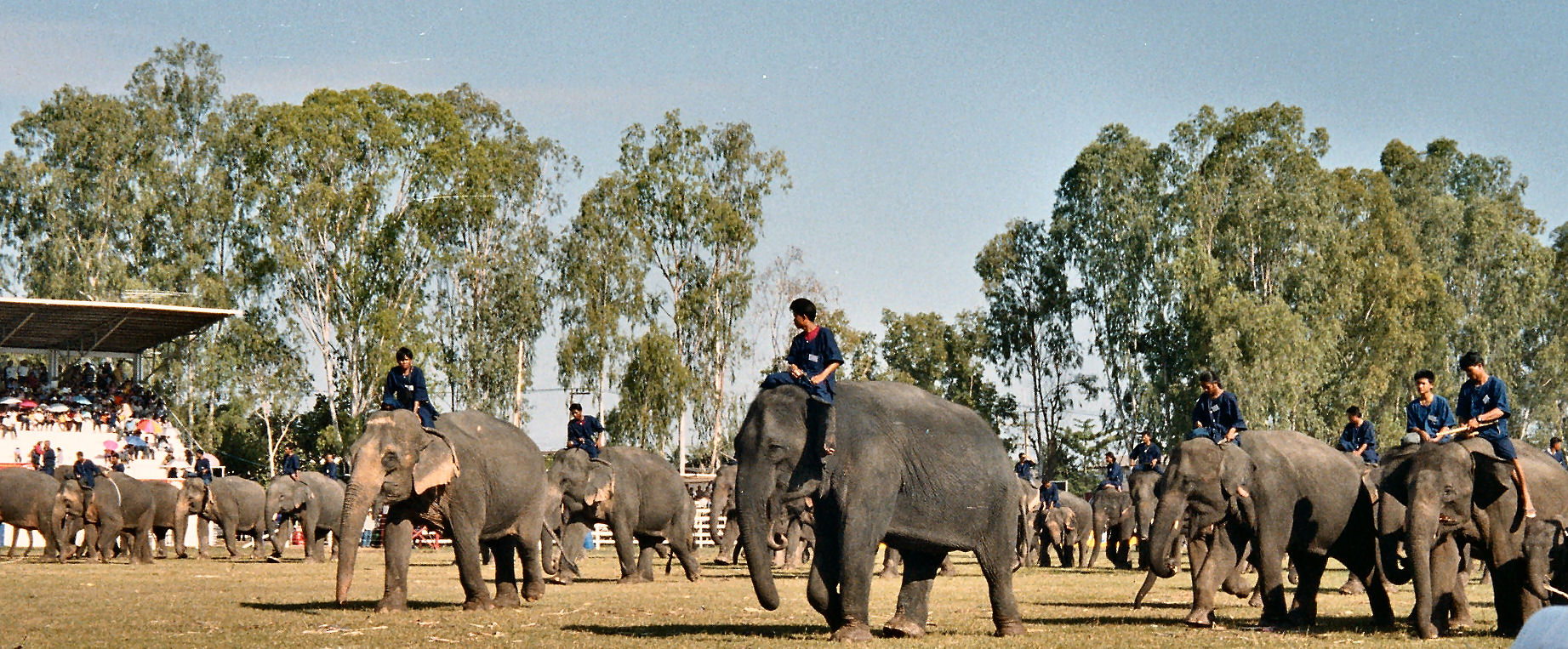
Rassemblement d'éléphants au stade de Surin (2002)